# Санта Луција де Тирахана
Санта Луција де Тирахана (шп. Santa Lucía de Tirajana) град је у Шпанији у аутономној заједници Канарска Острва у покрајини Лас Палмас. Према процени из 2008. у граду је живело 61.325 становника.

## Становништво
Према процени, у граду је 2008. живело 61.325 становника.
| 1991.  | 2001.  |
| ------ | ------ |
| 33.059 | 47.652 |